# فجایع آخرالزمانی
فجایع آخرالزمانی (انگلیسی: Global catastrophic risk) به یک رویداد احتمالیِ آینده که می‌تواند در سطح جهانی به سلامت انسان آسیب برساند یا حتی فلج کردن یا نابود کردن تمدن مدرن را در پی داشته باشد، گفته می‌شود.